# Крістач Дамо
Крістач Дамо (алб. Kristaq Dhamo; 20 квітня 1933, Фієрі — 14 серпня 2022, Анкона, Італія) — албанський режисер, сценарист та педагог. Народний артист Албанії (1987).

## Життєпис
Народився 20 квітня 1933 року в албанському місті Фієрі. Закінчив Інститут кінематографії у Будапешті. Працював на кіностудії «Kinostudio Shqiperia e Re» («Нова Албанія»). Починав як сценарист, зняв кілька документальних фільмів.
Його перша режисерська робота  (одночасно його дипломна робота) фільм «Тана» (1958) брав участь у конкурсній програмі Першого Московського міжнародного кінофестивалю 1959 року.
Протягом кількох років був художнім керівником кіностудії, виховав плеяду молодих албанських кінорежисерів.
1979 року отримав звання Заслужений артист Албанії, а 1987 року  — Народный артист Албанії.
2000 року на XI Кінофестивалі республіки був удостоєний премії за багаторічний внесок у кіномистецтво.
Помер 14 серпня 2022 року у місті Анкона, Італія, в 89-річному віці.

## Фільмографія
Художні фільми
- 1958 — Тана (алб. Tana), також автор сценарію.
- 1959 — Фуртуна (алб. Furtuna), також автор сценарію.
- 1963 — Спеціальне завдання (алб. Detyrë e posaçme)
- 1965 — Перші роки (алб. Vitet e para), також автор сценарію.
- 1970 — Сліди (алб. Gjurma)
- 1971 — Воєнний ранок (алб. Mëngjeze lufte)
- 1973 — Борозни (алб. Brazdat)
- 1978 — У глибині темряви (алб. Nga mesi i errësirës)
- 1982 — Осінні виправдання (алб. Qortimet e vjeshtës), також автор сценарію.
- 1984 — Рішення (алб. Vendimi)
- 1987 — Невидимий світ (алб. Botë e padukshme), також автор сценарію.

Документальні фільми
- 1959 — Ми закохалися в Албанію (алб. Ne u dashuruam me Shqipërinë)
- 1960 — Ансамбль пісні і танцю (алб. Ansambli i këngëve dhe valleve), також автор сценарію.
- 1966 — Вони не вмирають (алб. Ata nuk vdesin)
- 1967 — Революційна дружба (алб. Miqësi revolucionare)